# Оршанско-Могилёвская равнина
Оршанско-Могилёвская равнина ― физико-географический район на востоке Беларуси.

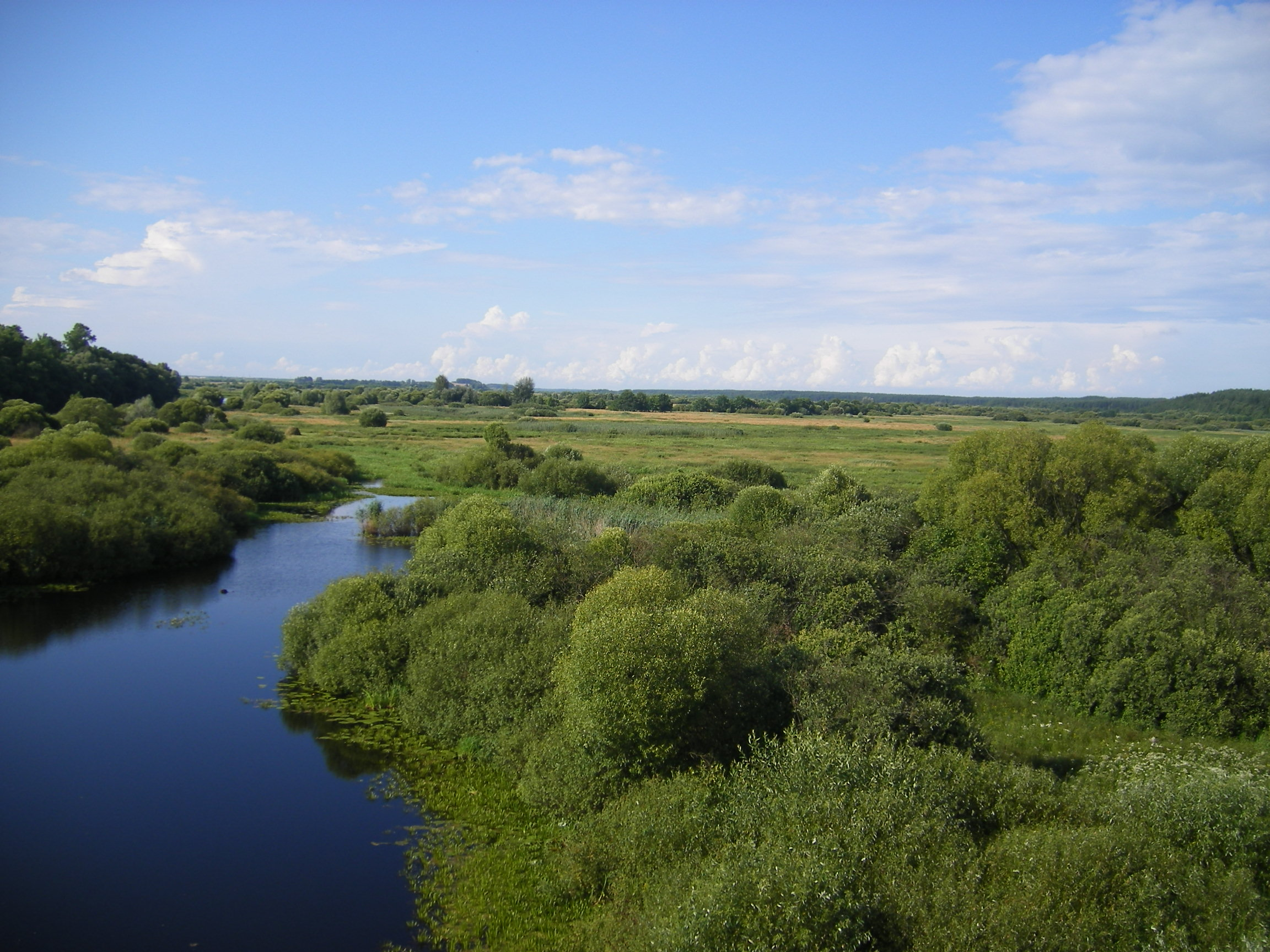
Оршанско-Могилёвская равнина. Река Беседь

## Местоположение
Географически относится, как и Горецко-Мстиславская равнина, к Восточно-Белорусской провинции. Охватывает Могилёвскую и юго-восточную часть Витебской области, на северо-восток от линии Толочин ― Могилёв ― Краснополье до восточной границы страны.

## Структура равнины
Платообразная волнистая поверхность высотой от 150 на юг до 200 м на север; на 40—50 м выше Центральноберезинской равнины и Полесья. Сложена лёссовидными суглинками и супесями. На суглинках суффозионные западины. В придолинных полосах рек Сож, Прони и на некоторых участках долин Днепра и Беседи много оврагов и ложбин (глубиной до 20—25 м), благоприятствующих развитию эрозионных процессов. На отдельных участках на поверхность выступают моренные отложения. На восток от Могилёва и в истоке Ипути они образуют холмы и короткие гряды. Под антропогеновыми отложениями залегают мергельно-меловые породы верхнемелового возраста (в некоторых местах с фосфоритами), реже встречаются неогеновые и палеогеновые отложения.

## Полезные ископаемые равнины
Полезные ископаемые: мел, цементные мел и мергель, легкоплавкие глины, песчано-гравийный материал, фосфориты, торф.

## Реки равнины
Крупнейшие реки равнины: Днепр, Сож с притоками Проня и Беседь. Долины в средних течениях рек глубокие (до 30—40 м), в верховьях узкие и мелкие. По склонам долин почти повсеместно развиты речные террасы.

## Почвы
Почвы дерново-подзолистые сильно- и среднеоподзоленные, преимущественно на лёссовидных породах, относительно плодородные. На участках с моренными супесями или водно-ледниковыми песками почвы средне- и слабооподзоленные, в долинах рек — аллювиальные. Дерново- и торфяно-болотные почвы встречаются среди лесов, в западинах и поймах рек.

## Флора равнины
Небольшие широколиственно-еловые и дубовые леса, в некоторых местах сосновые остались в верховьях Прони и близ Сожа на юг от Кричева. На северо-западе ельники чередуются с мелколиственными лесами (березняки, осинники), в поймах участки дубрав, черноольховых и ивовых зарослей. На юго-востоке преобладают боры. В елово-дубовых лесах густой подлесок из лещины. Низинные болота приурочены к речным долинам.